# 烟霞桥
烟霞桥是一座位于中华人民共和国广东省惠州市惠城区的桥梁，大约始建于明代。现今的桥梁于1992年重建，并于当年12月竣工启用。
该桥位于惠州西湖烟霞堤，是惠州西湖“五湖六桥八景”中“六桥”的第三桥，亦是惠州西湖平湖与鳄湖的分界线。

## 构造与意义
现今的烟霞桥为惠城区的一条横跨西湖的桥梁，长25米，宽5米，为混凝土工整花岗石块混合结构单孔风景桥。桥拱高2.8米，总高4米，两端各建有一对石雕灯塔。
由于桥梁重建后的造型较为轻巧，故重建后的该桥被认为是兼具传统民族特色及时代气息。此外，该桥亦曾与临近的永福寺一同被《惠州府志》列为归善县八景，称“山寺岚烟”（一说“野寺岚烟”）。

## 历史
有关烟霞桥的文字记录始于明代中期，当中《东坡集》记载的修桥年份为“丙寅年”，惟具体修筑年份尚无法考证，而彼时修筑的桥梁为断桥。二十年后，桥梁连同烟霞堤被大水冲毁，后于甲午年重修。民国时期，由于烟霞堤被改为鳄湖路，该桥被加宽2米，但桥面未被改造。
1959年，广汕公路环惠州西湖的路段重修后，桥梁被改为公路桥；有关部门亦增高该桥桥下的桥闸，以发展渔业。1992年，作为整治恢复菱湖工程的一部分，原下角街道办事处重修该桥为如今的形态，并于该年12月完工。

## 关联艺术创作
明代诗人陈运曾赋“西湖六桥”组诗，当中《烟霞桥》云：
|                    | 花宫迢递满烟霞，水色山光胜若耶。野老身闲无一事，相逢惟渝建溪茶。 |
| ——陈运，《烟霞桥》 |                                                                  |

此外，明代学者张萱曾赋《永福寺》一诗，其颔联“渔唱半归孤屿外，钟声已过断桥西”中的“断桥”即是指烟霞桥。